# لاتو
أليسا ميشيل ستيفنس (مواليد 22 ديسمبر 1998) وتشتهر بلاتو هي مغنية، رابر وكاتبة أغاني أمريكية، بدأت مشوارها الفني عام 2016.

## وصلات خارجية
- لاتو على موقع IMDb (الإنجليزية)
- لاتو على موقع ميتاكريتيك (الإنجليزية)
- لاتو على موقع ميوزك برينز (الإنجليزية)
- لاتو على موقع أول ميوزيك (الإنجليزية)
- لاتو على موقع ديسكوغز (الإنجليزية)
- لاتو على موقع ديسكوغز (الإنجليزية)
- لاتو على موقع ديسكوغز (الإنجليزية)
- لاتو على موقع ديسكوغز (الإنجليزية)
- لاتو على موقع قاعدة بيانات الفيلم (الإنجليزية)